# Gheorghe Dungu
Gheorghe Dungu, né le 5 avril 1929 à Bucarest, est un ancien joueur et entraîneur de football roumain.

## Biographie
Gheorghe Dungu joue pendant de nombreuses saisons avec le Rapid Bucarest.
Gheorghe Dungu reçoit deux sélections en équipe de Roumanie lors de l'année 1962. Il joue son premier match en équipe nationale le 30 septembre 1962, en amical contre le Maroc (victoire 4-0 à Bucarest). Il joue son second match le 14 octobre 1962, en amical contre l'Allemagne de l'Est (défaite 3-2 à Dresde).

## Palmarès

### Rapid Bucarest
- Championnat de Roumanie

Vice-champion : 1949 et 1950
- Coupe de Roumanie

Finaliste : 1961 et 1962